# وایلدوود لیک (تنسی)
وایلدوود لیک (به انگلیسی: Wildwood Lake) شهری در ایالت کشور ایالات متحده آمریکا است که جمعیت آن در سرشماری سال ۲۰۱۰ میلادی، ۳٬۱۲۴ نفر بوده‌است.